# Elias Valtonen
Elias Valtonen (Eura, Finlandia, 11 de junio de 1999) es un baloncestista finlandés que juega para el Covirán Granada de la Liga Endesa. Con 2,01 metros de altura, juega en la posición de alero.

## Carrera deportiva

### Inicios
Se formó en el UU-Korihait Uusikaupunki con el que debutaría en la Korisliiga en la temporada 2013-14 y en el que jugaría durante dos temporadas. Más tarde, jugaría durante tres temporadas en el HBA-Märsky de Helsinki.
En 2018 ingresa en la Universidad Estatal de Arizona para jugar durante dos temporadas la NCAA I con los Sun Devils.

#### Estadísticas
| Año     | Equipo        | PJ | PT | MPP  | %TC  | %3P  | %TL   | RPP | APP | ROB | TPP | PPP |
| ------- | ------------- | -- | -- | ---- | ---- | ---- | ----- | --- | --- | --- | --- | --- |
| 2018–19 | Arizona State | 21 | 0  | 3.7  | .556 | .500 | 1.000 | .4  | .1  | .1  | .2  | .8  |
| 2019–20 | Arizona State | 19 | 8  | 14.3 | .375 | .500 | .467  | 1.8 | .4  | .5  | .1  | 2.0 |
| Total   | Total         | 40 | 8  | 8.7  | .415 | .500 | .529  | 1.1 | .2  | .3  | .2  | 1.4 |

### Profesional
En la temporada 2020-21, regresa a Europa para jugar en las filas del Tigers Tübingen, en el que Valtonen promedia 15.5 puntos, 4.7 rebotes y 2.6 asistencias en la ProA, la segunda división alemana.
El 28 de mayo de 2021 ficha por Bàsquet Manresa de la Liga ACB, firmando un contrato por tres temporadas.
El 5 de diciembre de 2022 llega a un acuerdo con el Rostock Seawolves de la Basketball Bundesliga de Alemania, para jugar cedido hasta final de la temporada.
El 28 de febrero de 2024 firma por el Covirán Granada de la Liga Endesa.

### Selección nacional
Elias fue internacional en las categorías inferiores de la selección de baloncesto de Finlandia. En 2020, hizo su debut con la selección absoluta en los encuentros disputados el 28 de noviembre de 2020 frente a Georgia y el 30 de noviembre de 2020 frente a Serbia, ambos clasificatorios para el Eurobasket 2021.
En septiembre de 2022 disputó con el combinado absoluto finlandés el EuroBasket 2022, finalizando en octava posición.
Durante agosto y septiembre de 2023 fue integrante de la selección de Finlandia que participó en el Mundial de 2023 celebrado en Asia, y que finalizó en vigesimoprimer lugar.